# Elgin County
Elgin County ist ein County im Südwesten der kanadischen Provinz Ontario. Der County Seat ist St. Thomas. Die Einwohnerzahl beträgt 88.978 (Stand: 2016), die Fläche 1.881,03 km², was einer Bevölkerungsdichte von 47,3 Einwohnern je km² entspricht. Benannt ist das County nach James Bruce, 8. Earl of Elgin, dem Generalgouverneur Kanadas von 1847 bis 1854. Es liegt am Nordufer des Eriesees.
Mit dem John E. Pearce Provincial Parks liegt einer der Provincial Parks in Ontario im Bezirk.
| Middlesex County | Middlesex County                            | Oxford County  |
| Chatham-Kent     | Kompassrose, die auf Nachbargemeinden zeigt | Norfolk County |
|                  | Eriesee / Ohio (USA)                        |                |

## Administrative Gliederung

### Städte und Gemeinden
| Ort            | Status       | Bevölkerung (2016) |
| -------------- | ------------ | ------------------ |
| Aylmer         | Town         | 7.492              |
| Bayham         | Municipality | 7.396              |
| Central Elgin  | Municipality | 12.607             |
| Dutton/Dunwich | Municipality | 3.866              |
| Malahide       | Township     | 9.292              |
| Southwold      | Township     | 4.421              |
| West Elgin     | Municipality | 4.995              |

Die Stadt St. Thomas (38.909 Einwohner; Stand: 2016) gehört zwar geographisch und statistisch zum County, untersteht aber nicht dessen Verwaltung. Die Stadt hat den Status einer separated municipality.

### Gemeindefreie Gebiete
Im Bezirk finden sich keine gemeindefreien Gebiete.

### Indianerreservationen
Im Bezirk finden sich keine Indianerreservationen.